# Eoscyllina luzonica
Eoscyllina luzonica är en insektsart som först beskrevs av Bolívar, I. 1914.  Eoscyllina luzonica ingår i släktet Eoscyllina och familjen gräshoppor. Inga underarter finns listade i Catalogue of Life.